# Ryman Auditorium

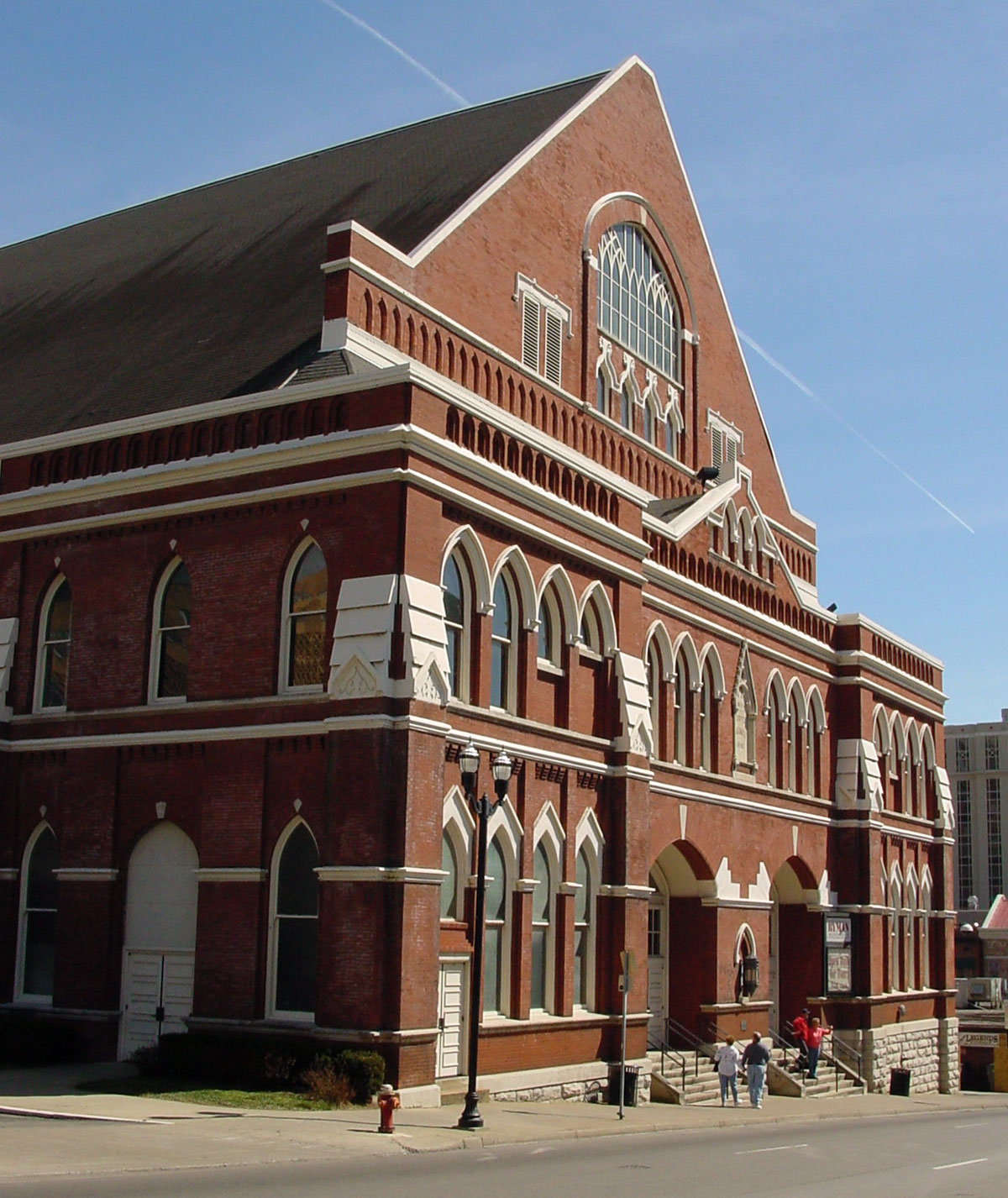

O Ryman Auditorium é um auditório de performances ao vivo com 2.362 lugares localizado no 116 Fifth Avenue North em Nashville, Tennessee, EUA, e é melhor conhecido por ser a casa do Grand Ole Opry.